# Jean-Pierre Chuard
 (août 2025).
Motif : une seule source secondaire centrée.
- Archive Wikiwix
- Bing
- Cairn
- DuckDuckGo
- E. Universalis
- Gallica
- Google
- G. Books
- G. News
- G. Scholar
- Persée
- Qwant
- (zh) Baidu
- (ru) Yandex
- (wd) trouver des œuvres sur Wikidata

| 1. | Préciser le motif de la pose du bandeau. | Précisez le motif de la pose du bandeau en utilisant la syntaxe suivante : {{admissibilité à vérifier\|date=août 2025\|motif=remplacez ce texte par le motif}}                          |
| 2. | Informer les utilisateurs concernés.     | Pensez à avertir le créateur de l'article, par exemple, en insérant le code ci-dessous sur sa page de discussion : {{subst:avertissement admissibilité à vérifier\|Jean-Pierre Chuard}} |

Pour les articles homonymes, voir Chuard.
Jean-Pierre Chuard, né à Lausanne le 21 mai 1928 où il est mort le 7 décembre 1992, est un journaliste, enseignant, militaire et historien vaudois.

## Biographie
Fils de Jean-Louis (avocat) et d'Alice Oyex, petit-fils d'Ernest (conseiller fédéral en 1920), Jean-Pierre Chuard est originaire de Corcelles sur Payerne. Après l'obtention de sa licence ès lettres délivrée par l'Université de Fribourg, Jean Pierre Chuard devient correspondant de journaux vaudois en 1954, notamment "L'Impartial" en 1957, puis la Feuille d'Avis de Lausanne, dont il devient chef de la chronique vaudoise en 1963 puis rédacteur en chef-adjoint dès 1967.
Il est Directeur du Centre romand de formation des journalistes de 1982 à 1992, tout en donnant un cours de journalisme à l'Université de Neuchâtel. Un prix est créé à son nom : le Prix Jean-Pierre Chuard, attribué pour la 9e fois en 2002. Ce prix récompense un ou une élève journaliste qui s'est distingué à la fois par son assiduité, sa participation active aux cours, la qualité de ses travaux pratiques et le niveau des connaissances acquises.
Auteur de nombreux articles sur l'histoire vaudoise, spécialement sur la fin de l'Ancien Régime et la période révolutionnaire, l'histoire militaire et la région de la Broye, Jean-Pierre Chuard préside la Société vaudoise d'histoire et d'archéologie (1971-1973, 1975-1977, 1985-1987).
Un album de photographies réalisé par sa fille Nicole immortalise l'histoire de la famille Chuard. Il paraît en 2003 aux éditions Infolio sous le titre "Au Grand-Chemin".

## Bibliograhie
- Fonds : Jean-Pierre Chuard (1610 - 1993) [10,55 mètres linéaires].  Cote : CH-000053-1 PP 533. Archives cantonales vaudoises (présentation en ligne).
- Gilbert Coutaz, "Jean-Pierre Chuard, un historien solidement enraciné dans la terre vaudoise", dans Revue historique vaudoise, 111, 2003, pp. 236–239
- Louis Polla, « Jean-Pierre Chuard » dans le Dictionnaire historique de la Suisse en ligne.
- Bibliographie-RHV, 1993, 7-9 "Des journaux et des hommes", 2003 Un album de photographies réalisé par Nicole Chuard (fille de Jean-Pierre, arrière petite-fille d'Ernest)